# Schach960
Schach960 oder Schach-960, englisch Chess960, ursprünglich auch Fischer-Random-Chess oder Fischerschach genannt, seit 2024 vermehrt auch Freestyle-Schach bzw. Freestyle chess, ist eine von Schachgroßmeister Bobby Fischer entwickelte Schachvariante mit 960 möglichen unterschiedlichen Ausgangsstellungen. Es ist eine Verallgemeinerung des Schachspiels durch eine fast beliebige Anordnung der Schachfiguren auf der Grundreihe jeder Partei.
Zum ersten Mal vorgestellt wurde diese Variante am 19. Juni 1996 in Buenos Aires. Fischers Ziel war es, eine Schachvariante zu entwickeln, die mehr Gewicht auf die Kreativität und das Talent des Spielers legte als auf das Auswendiglernen und Analysieren von Eröffnungen. Dies sollte durch zufällige Eröffnungsstellungen erreicht werden, die ein Auswendiglernen von Eröffnungszügen wenig hilfreich erscheinen lassen.
Die Regeln für Schach960 wurden 2009 vom Weltschachverband FIDE als Bestandteil der Schachregeln in ihr Regelwerk („Laws of Chess“, Anhang F) aufgenommen. Im Jahre 2019 fand erstmals eine offizielle Weltmeisterschaft statt. Weltmeister wurde Wesley So. Sein Nachfolger bei der zweiten Weltmeisterschaft 2022 wurde Hikaru Nakamura.
2024 wurde von Jan Henric Buettner und Magnus Carlsen eine Schachorganisation gegründet, die unter dem Namen Freestyle chess unabhängig von der FIDE Turniere nach Schach960-Regeln ausrichtet.

## Geschichte

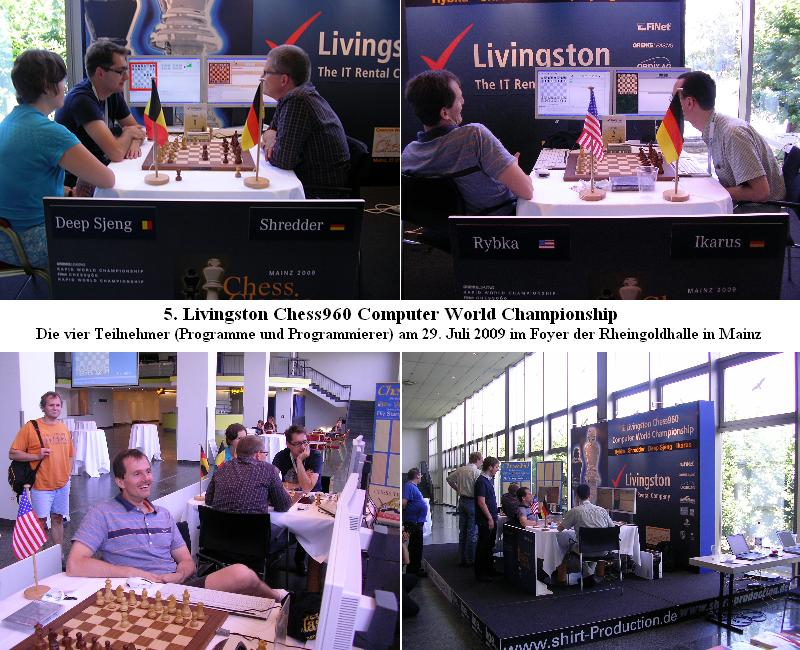
5. Livingston Chess960 Computer World Championship 2009 in Mainz; die vier Programme Deep Sjeng, Shredder, Rybka und Ikarus sowie ihre Programmierer

Bereits 1993 berichtete Der Spiegel über ein von Bobby Fischer erdachtes Losverfahren für die Grundlinienfiguren. Das erste „Fischer-Random-Chess“-Turnier wurde 1996 in Jugoslawien gespielt und wurde von Péter Lékó gewonnen.
Im Jahre 2001 erwarb sich Lékó – durch einen Sieg gegen Michael Adams in einem Acht-Partien-Match im Rahmen der Mainzer Chess Classic – das Recht, 2003 um die Weltmeisterschaft zu spielen. Für dieses Match gab es keine Qualifikation (die es auch bei den ersten normalen Schachweltmeisterschaften nicht gab), aber beide Spieler waren zu dieser Zeit unter den besten fünf der normalen Schach-Weltrangliste. Lékó wurde ausgewählt, da er zum einen viele Neuerungen in die Schachtheorie eingebracht hatte und zum anderen Sieger des vorjährigen Turniers war. Dazu hatte er mit Fischer selbst Fischer-Random-Chess gespielt. Adams wurde gewählt, weil er die Weltrangliste im Blitzschach anführte und als extrem starker Spieler in ungewöhnlichen Situationen galt. Das Match endete mit 4,5:3,5.
Im Jahre 2002 veranstalteten bei den Chess Classic in Mainz die Chess Tigers ein Chess960 Open mit über 130 Teilnehmern und über 50 Titelträgern. Einer von ihnen war der russische Großmeister Peter Swidler. Er strauchelte zwar zu Beginn des Turniers, doch nach einer furiosen Aufholjagd hievte er sich noch auf Platz 1 und qualifizierte sich so für ein offizielles Match um die Weltmeisterkrone. Zudem wurde 2002 Fischer-Random-Chess/Chess960 auch von ChessVariants.com zur Recognized Variant of the Month für April 2002 gewählt und der jugoslawische Großmeister Svetozar Gligorić veröffentlichte sein Buch Shall We Play Fischerandom Chess?, das dieser Variante zu mehr Popularität verhalf.
Ein Jahr später wurde dann im Rahmen der Chess Classic die erste inoffizielle Schach960-Weltmeisterschaft zwischen Peter Swidler und Péter Lékó ausgetragen, die Swidler mit 4,5:3,5 gewann. Das parallel laufende Chess960-Open zog 179 Spieler an, darunter 50 Großmeister. Es wurde von Levon Aronian, dem in Deutschland lebenden Armenier und Juniorenweltmeister von 2002, gewonnen. Dieser erwarb sich so das Recht, den ersten offiziellen Schach960-Weltmeister der Geschichte im kommenden Jahr herauszufordern.
In den folgenden Jahren wurden mehrere inoffizielle Weltmeisterschaftswettkämpfe ausgetragen. Neben Swidler konnten zeitweise auch Lewon Aronjan und Hikaru Nakamura den Titel erringen. Nach dem Sieg des Amerikaners im Jahr 2009 kam es längere Zeit zu keinen Weltmeisterschaftskämpfen mehr. Erst 2018 wurde Nakamura von Magnus Carlsen herausgefordert und besiegt.
Ein Jahr später fand dann die erste offizielle Weltmeisterschaft im Fischer-Random-Schach statt. Carlsen, der als inoffizieller Titelverteidiger fürs Halbfinale gesetzt war, verlor gegen Wesley So, der damit zum ersten von der FIDE anerkannten Weltmeister wurde.
Rybka siegte 2007 bei der Chess960-Computer-Weltmeisterschaft und verteidigte sowohl 2008 als auch 2009 seinen Chess960-Computer-Weltmeistertitel. 2009 fand die letzte Chess960-Computer-Weltmeisterschaft im Rahmen der Chess Classic in Mainz statt.
Hans-Walter Schmitt war auch Initiator zur Gründung eines 960-Weltverbandes: der World New Chess Association (WNCA) mit eigenem Ratingsystem.

## Namensgebung

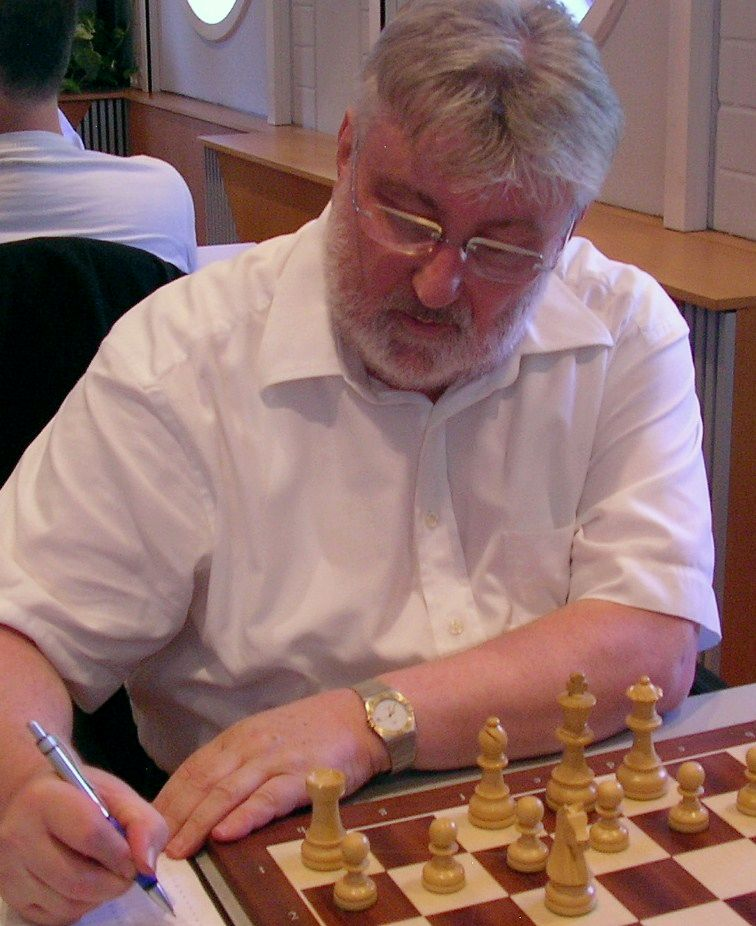
Hans-Walter Schmitt, Frankfurt am Main 2011

Diese Schachvariante ist unter verschiedenen Namen bekannt. Unter den ersten Namen, die ihr gegeben wurden, sind Fischer-Random-Chess und Fischerandom-Chess.
Hans-Walter Schmitt (Vorsitzender der Frankfurt Chess Tigers e. V.) ist ein Verfechter dieser Schachvariante, und er startete die Suche nach einem neuen Namen, der die folgenden Voraussetzungen erfüllen sollte:
1. Er sollte keinen Bestandteil des Namens eines Großmeisters tragen.
2. Er sollte keine negativ besetzten oder schwammigen Begriffe wie Random oder Freestyle enthalten.
3. Er sollte weltweit verstanden werden.

Als Ergebnis dieser Suche wurde der neue Name Chess960 bzw. Schach960 gefunden, abgeleitet von der Zahl möglicher Eröffnungspositionen. Man findet auch die Schreibweise Schach 960 oder  Schach-960.
Hans-Walter Schmitt meldete die Domain chess960.com an. Jedoch war es der US-amerikanische Milliardär Rex Sinquefield, der sich die Marke Chess960 sichern ließ.
Mit der Gründung des Freestyle chess players club im Jahr 2024 und folgenden großen Turnieren etablierte sich Freestyle-Schach bzw. Freestyle chess als weitere Bezeichnung für diese Schachvariante.

## Eröffnungsstellungen
|   | a | b | c | d | e | f | g | h |   |
| 8 |   |   |   |   |   |   |   |   | 8 |
| 7 |   |   |   |   |   |   |   |   | 7 |
| 6 |   |   |   |   |   |   |   |   | 6 |
| 5 |   |   |   |   |   |   |   |   | 5 |
| 4 |   |   |   |   |   |   |   |   | 4 |
| 3 |   |   |   |   |   |   |   |   | 3 |
| 2 |   |   |   |   |   |   |   |   | 2 |
| 1 |   |   |   |   |   |   |   |   | 1 |
|   | a | b | c | d | e | f | g | h |   |

Eine der 960 möglichen Startpositionen
Die Eröffnungsstellungen im Schach960 müssen die folgenden Regeln erfüllen:
- Die weißen Bauern stehen auf ihren üblichen Positionen.
- Alle übrigen weißen Figuren stehen in der ersten Reihe.
- Der weiße König steht zwischen den weißen Türmen.
- Ein weißer Läufer steht auf einem weißen, der andere auf einem schwarzen Feld.
- Die schwarzen Figuren werden entsprechend den weißen spiegelsymmetrisch platziert. Steht zum Beispiel der weiße König auf f1, so wird der schwarze König auf f8 gestellt.

Die Anzahl von 960 möglichen Startpositionen ergibt sich kombinatorisch: Für jeden Läufer gibt es vier mögliche Felder; nach deren Positionierung bleiben für die Dame noch sechs, dann für die beiden Springer fünf bzw. vier Möglichkeiten. Der Rest ist zwingend, da der König zwischen den beiden nicht unterscheidbaren Türmen steht. Bei Unterscheidbarkeit der Springer ergäben sich somit 4×4×6×5×4 = 1920 mögliche Eröffnungspositionen. Da aber auch die Springer nicht unterscheidbar sind, ist diese Zahl noch zu halbieren, was auf 960 Variationen führt.
Durch die asymmetrischen Rochaderegeln sind alle 960 Grundstellungen effektiv verschieden. Anderenfalls wäre die Zahl nochmals zu halbieren, da immer zwei verschiedene Stellungen zueinander links-rechts-symmetrisch sind.
Ist die Eröffnungsstellung gefunden, wird nach den üblichen Schachregeln gespielt, abgesehen von den verallgemeinerten Rochaderegeln.

## Rochaden
|   | a | b | c | d | e | f | g | h |   |
| 8 |   |   |   |   |   |   |   |   | 8 |
| 7 |   |   |   |   |   |   |   |   | 7 |
| 6 |   |   |   |   |   |   |   |   | 6 |
| 5 |   |   |   |   |   |   |   |   | 5 |
| 4 |   |   |   |   |   |   |   |   | 4 |
| 3 |   |   |   |   |   |   |   |   | 3 |
| 2 |   |   |   |   |   |   |   |   | 2 |
| 1 |   |   |   |   |   |   |   |   | 1 |
|   | a | b | c | d | e | f | g | h |   |

Beispiel für eine Stellung vor der Rochade
|   | a | b | c | d | e | f | g | h |   |
| 8 |   |   |   |   |   |   |   |   | 8 |
| 7 |   |   |   |   |   |   |   |   | 7 |
| 6 |   |   |   |   |   |   |   |   | 6 |
| 5 |   |   |   |   |   |   |   |   | 5 |
| 4 |   |   |   |   |   |   |   |   | 4 |
| 3 |   |   |   |   |   |   |   |   | 3 |
| 2 |   |   |   |   |   |   |   |   | 2 |
| 1 |   |   |   |   |   |   |   |   | 1 |
|   | a | b | c | d | e | f | g | h |   |

Weiß hat die c-Rochade und Schwarz die g-Rochade ausgeführt. Ohne die beiden Bauern hätte Schwarz nicht zur g-Linie hin rochieren dürfen.

### Rochaderegeln
Auch im Schach960 gibt es die Möglichkeit der Rochade. Dabei ziehen König und Turm auf dieselben Felder wie beim klassischen Schach:
- Bei der Rochade mit dem Turm, dessen Startposition näher an der a-Linie ist, gelangt der König auf die c-Linie und der Turm auf die d-Linie.
- Bei der Rochade mit dem Turm, dessen Startposition näher an der h-Linie ist, gelangt der König auf die g-Linie und der Turm auf die f-Linie.

Die von König und Turm zurückgelegten Wege können je nach Ausgangsposition sehr unterschiedlich sein, daher wären die Bezeichnungen „lange Rochade“ und „kurze Rochade“ unpassend; man spricht stattdessen von der c‑Rochade und der g‑Rochade. Wie im klassischen Schach wird die c‑Rochade als „0–0–0“ notiert und die g‑Rochade als „0–0“.
Die übrigen Rochaderegeln aus dem klassischen Schach gelten auch im Schach960:
- Zwischen Ausgangs- und Zielfeld sowie auf dem Zielfeld des Königs und des beteiligten Turms dürfen keine Figuren stehen (außer den beiden beteiligten Figuren). Somit ist es auch nicht möglich, mit der Rochade eine Figur zu schlagen.
- Der König darf nicht angegriffen sein und darf kein bedrohtes Feld überqueren.
- Der König und der beteiligte Turm dürfen noch nicht gezogen haben. Eine Rochade zählt als Königszug, auch wenn sich der König dabei nicht bewegt. Deshalb kann auch im Schach960 jede Seite höchstens einmal in einer Partie rochieren.

Wenn die ausgeloste Position von König und Türmen dem klassischen Schach entspricht, sind dadurch die normalen Rochaderegeln gültig. Die c‑Rochade wird dabei zur langen und die g‑Rochade zur kurzen Rochade. Dadurch ist gewährleistet, dass das klassische Schach eine der 960 Varianten des Schach960 ist.
Im Schach960 können Konstellationen auftreten, die es im klassischen Schach nicht gibt:
- In einigen Eröffnungspositionen kann man rochieren, obwohl Felder besetzt sind, die beim klassischen Schach dafür frei sein müssen. Zum Beispiel dürfen die Grundreihenfelder in der a- und der b-Linie bei der c‑Rochade besetzt sein, wenn der beteiligte Turm auf der c/d/e/f-Linie steht.
- Es kann vorkommen (zum Beispiel bei einer Ausgangsstellung mit König in der f- und Turm in der g-Linie), dass König und Turm benachbart sind und bei der Rochade einfach ihre Plätze tauschen. Dies kann dann schon im ersten Zug geschehen.
- Es kann vorkommen, dass nur der Turm oder nur der König bei der Rochade seine Position ändert. Dies tritt auf bei Ta1/b1 Kc1; Kg1 Th1 bzw. Td1 Ke/f/g1; Kb/c/d/e1 Tf1. Dass beide unbewegt bleiben, ist hingegen ausgeschlossen, weil in der Eröffnungsstellung der König zwischen beiden Türmen steht.
- Es kann vorkommen, dass König und Turm bei der Rochade in die gleiche Richtung ziehen. Bei der c‑Rochade tritt dies z. B. bei Kb1 Ta1 oder Te1 Kf1 auf.

### Der Rochadevorgang
Beim Spiel mit einem menschlichen Gegner an einem physischen Brett wird durch die FIDE empfohlen, dass der König bei der Rochade erst außerhalb des Bretts neben sein zukünftiges Feld gestellt wird, dann der Turm auf seine Endposition gesetzt und abschließend der König auf seine Endposition gesetzt wird. Diese Regel ist leicht zu befolgen und zeigt den geplanten Zug unmissverständlich an.
Gerade bei Spielern, die wenig Erfahrung mit Schach960 haben, kann angebracht sein, eine Rochade anzukündigen, um Missverständnissen vorzubeugen.
Bei Spielen am Computer gegen ein Programm oder auf einem Schachserver ist normalerweise ein gesonderter Menüeintrag oder eine Schaltfläche für die kurze und lange Rochade vorhanden. Auch erkennen gute Schachprogramme bei einigen Zügen des Königs, dass nur eine Rochade gemeint sein kann, und komplettieren den Zug von sich aus. Es existieren verschiedene Ansätze, einem Programm über seine GUI eine Rochade eindeutig zu signalisieren. Zum Beispiel zieht der König auf ein mindestens zwei Schritte weit entferntes Rochadezielfeld oder aber ansonsten auf den beteiligten Turm, um somit Verwechslungen mit möglichen einfachen Königszügen zu vermeiden. Bei einigen Programmoberflächen ist auch die textuelle Eingabe der Rochade als „0-0“ oder „0-0-0“ möglich.
Falls elektronische Schachbretter, die anhand von Sensoren die Positionen der Figuren erkennen, verwendet werden, sollte man erst König und Turm vom Brett nehmen und sie anschließend auf ihre neuen Positionen stellen.

## Das Spiel
Die Eröffnungen von Schach960 sind noch nicht gut untersucht, aber es gibt auch hier einige fundamentale Grundregeln, unter anderem:
- Der König sollte geschützt werden.
- Die Kontrolle über die zentralen Felder bleibt wichtig.
- Die Figuren sollten wie im normalen Schach schnell entwickelt werden, wobei die Leichtfiguren (Läufer, Springer) Vorrang haben.
- In einigen Eröffnungspositionen gibt es ungeschützte Bauern, auf deren Schutz man besonders achten sollte und die sich als Angriffspunkte eignen.

Manche argumentieren, dass mit jeder Eröffnungsposition zwei Spiele mit Farbwechsel für die Spieler gemacht werden sollten, da einige Eröffnungspositionen für Weiß sehr vorteilhaft seien. Das Schachprogramm Stockfish beispielsweise bewertet die 960 Eröffnungsstellungen bei einer Suchtiefe von 39 Halbzügen mit Werten zwischen 0,00 und 0,57 Bauerneinheiten Vorteil für Weiß (Mittelwert 0,18), wobei die Eröffnungsposition des traditionellen Schachs mit 0,22 Bauerneinheiten Vorteil für Weiß gewertet wird.

## Schachkomposition
Die Rochaderegeln von Schach960 bieten einige neue Möglichkeiten für die Schachkomposition. Der Konvention zufolge ist die Rochade in Schachproblemen dann zulässig, wenn man nicht beweisen kann, dass sie unzulässig ist (siehe Rochade in der Schachkomposition). Ein solcher Beweis besteht gewöhnlich darin, dass die Problemstellung aus der Parteiausgangsstellung nur erreicht werden konnte, wenn Turm oder König bereits gezogen haben.
Bei Schach960 sind jedoch 960 Ausgangsstellungen und viel mehr Rochaden einzubeziehen, da man einer Diagrammstellung nicht von selbst ansieht, aus welcher Ausgangsstellung sie entstanden sein könnte. Dennoch wird die genannte Konvention beibehalten. Thomas Brand hat einige Möglichkeiten in einem Artikel in Schach dargestellt. Ein einfaches Beispiel daraus:
|   | a | b | c | d | e | f | g | h |   |
| 8 |   |   |   |   |   |   |   |   | 8 |
| 7 |   |   |   |   |   |   |   |   | 7 |
| 6 |   |   |   |   |   |   |   |   | 6 |
| 5 |   |   |   |   |   |   |   |   | 5 |
| 4 |   |   |   |   |   |   |   |   | 4 |
| 3 |   |   |   |   |   |   |   |   | 3 |
| 2 |   |   |   |   |   |   |   |   | 2 |
| 1 |   |   |   |   |   |   |   |   | 1 |
|   | a | b | c | d | e | f | g | h |   |

Ohne die Bedingung Schach960 würde 1. Tf1 e2 2. Se7 trivial mattsetzen. Im Schach-960 hat Schwarz aber die g‑Rochade zur Verfügung, deren Möglichkeit nicht durch Retroanalyse widerlegt werden kann. Damit kann er das Matt um einen Zug aufschieben und so die Erfüllung der Forderung verhindern:
1. Tf1? 0–0! (sKg8, sTf8) 2. Se7+ Kh8! und 3. Txf8 kommt zu spät.
Die Lösung ist die in der Diagrammstellung ebenfalls legale, da nicht widerlegbare g‑Rochade des Weißen. Dazu müsste der zweite weiße Turm ursprünglich auf a1 gestanden haben, wogegen nichts spricht; dann war die Stellung zu erreichen, ohne dass König oder Turm h1 ziehen mussten.
1. 0–0! (wKg1, wTf1) In der nun entstandenen Stellung ist die schwarze g‑Rochade nicht mehr legal, denn aus der weißen Rochade lässt sich ableiten, dass der schwarze König in der Ausgangsstellung auf b8 gestanden haben muss. Er musste also ziehen, um nach g8 zu kommen, was jede Rochade ausschließt. Also bleibt nur:
1. … e3–e2 2. Sc6–e7 matt.
Ein Beispiel für eine Rochadekomposition mit Schach-960-Bedingung, die nicht auf Retroanalyse basiert, wird unter Rochade in der Schachkomposition#Schach960 gezeigt. Weitere Schach-960-Kompositionen finden sich auf dem PDB-Server der Schwalbe.

## Die Notation
Da die Eröffnungsposition in der Regel eine andere ist als im traditionellen Schach, muss sie in der Notation mit vermerkt werden. Die Rochade wird, wie im normalen Schach, als 0–0 bzw. 0–0–0 notiert.
Spiele, die mit Portable Game Notation (PGN) gespeichert werden, können die Eröffnungsposition mit Hilfe der Forsyth-Edwards-Notation (FEN) als Wert des „FEN“-Tags, festhalten. Rochaderechte in der FEN betreffen gewöhnlich den äußerst stehenden Turm einer betroffenen Seite. FEN ist dazu in der Lage, alle möglichen Eröffnungspositionen von Schach960 zu erfassen. Aber sie schafft es nicht, alle jene Positionen einer Partie zutreffend zu kodieren, bei denen zwei Türme auf einer Seite des Königs stehen, und eine Rochade speziell mit dem inneren Turm zulässig ist (während der äußere Turm im Partieverlauf auf sein entsprechendes Feld gezogen ist). Es wurde eine Modifikation von FEN (X-FEN) entwickelt, um dieses Problem zu lösen, indem nur in genau solchen Fällen der Spaltenbuchstabe (groß bei Weiß) das zugehörige traditionelle Symbol („K“, „k“, „Q“ oder „q“) ersetzt. Diese abwärtskompatible Erweiterung führt dazu, dass die Darstellungen der 18 Startaufstellungen, bei denen König und Türme auf ihren traditionellen Positionen stehen, gleich bleiben.

## Methoden zur Ermittlung der Startposition

### Zufällige Aufstellungen
Es gibt viele Methoden, die Eröffnungsstellung auszulosen. Bei großen Turnieren wird einfach mit einem Computer (oder Würfeln) eine Zufallszahl zwischen 1 und 960 ermittelt und daraus eine Stellung abgeleitet. Diese Startposition wird dann etwa für alle Teilnehmer sichtbar an eine Wand projiziert und damit bekanntgegeben.
Für einzelne Partien wurde auch bereits eine Schachuhr auf den Markt gebracht, die auf Knopfdruck eine zufällige Startposition für Schach960 anzeigt.
Auch mit einem gewöhnlichen Spielwürfel lassen sich die 960 Eröffnungsstellungen mit gleicher Wahrscheinlichkeit auslosen: 
- Der erste Wurf gibt das Feld für den schwarzfeldrigen Läufer von Weiß vor. Dabei werden die schwarzen Felder entsprechend der Augenzahl von links beginnend gezählt (a1, c1, e1, g1). Da die Würfe 5 und 6 keine Entsprechungen haben, werden sie wiederholt.
- In analoger Weise wird der andere Läufer auf einem der weißen Felder b1, d1, f1, h1 positioniert.
- Der nächste Wurf gibt die Position der Dame auf den verbliebenen sechs freien Feldern an.
- Die folgenden Würfe positionieren die Springer auf den verbliebenen freien Feldern. Für den ersten Springer muss bei einer 6 erneut geworfen werden, für den zweiten bei 5 und 6.
- Nun sind noch drei Felder frei. Auf das mittlere Feld setzt man den König, auf die beiden anderen die Türme.

### Nicht zufällige Aufstellungen
Die Eröffnungsposition muss nicht unbedingt zufällig sein. Es kann zum Beispiel für ein Turnier eine Aufstellung vorgegeben werden, oder die Spieler einigen sich auf eine Eröffnungsposition.
Edward Northam empfahl folgendes Vorgehen, um die Eröffnungsposition zufallsfrei zu erzeugen:
1. Könige und Türme werden zunächst aussortiert.
2. Die Spieler – Schwarz zuerst – nehmen abwechselnd nach Belieben eine ihrer Figuren und stellen sie auf einen freien Platz. Der Gegner stellt dann eine gleichartige Figur auf seiner Seite spiegelbildlich auf, bevor er an der Reihe ist, eine seiner Figuren frei zu platzieren. Dabei gilt wie üblich die Einschränkung, dass der zweite Läufer nicht auf derselben Feldfarbe aufgestellt werden darf wie der erste.
3. Nachdem so die Damen, Läufer und Springer platziert worden sind, wird der König auf das mittlere der drei noch freien Felder gesetzt und die Türme auf die übrigen beiden.

Mit diesem Verfahren wird der Aufbau der Figuren zu einem Teil der Partie. Ein Vorläufer davon ist das Freischach, das von Erich Brunner 1921 entwickelt wurde.

## Zwei-Tabellen-Darstellung
Das Schach960-Nummerierungs-Schema findet eine einfache Darstellung in Form zweier Tabellen, sodass eine direkte Ableitung von Startstellungen aus der jeweiligen Nummer von 1 bis 960 existiert.

### Funktionsweise
Die beiden Tabellen dienen der raschen Zuordnung beliebiger Schach960-Startpositionen auf der Grundreihe von Weiß zu ausgelosten Zahlen zwischen 1 und 960 (bzw. 0 und 959)
1. Suchen Sie zuerst in der Königstabelle dieselbe oder die nächstkleinere Nummer heraus.
2. Bestimmen Sie dann die Differenz (0 bis 15) zur gelosten Zahl und bestimmen Sie in der Läufertabelle die dazu passende Läuferaufstellung.
3. Platzieren Sie nun zuerst die beiden weißen Läufer entsprechend auf die erste Grundreihe,
4. sodann die sechs Figuren aus der gefundenen Zeile der Königstabelle auf die sechs verbliebenen freien Plätze der Grundreihe.
5. Die schwarzen Figuren werden abschließend spiegelsymmetrisch zur Grundreihe von Weiß aufgestellt.

Beispiel: Wir betrachten die Startposition 518 (die klassische Schachaufstellung): 
1. In der Königstabelle finden wir keine 518, nehmen also die nächstkleinere Nummer 512: „TSDKST“.
2. Die Differenz zu 518 ist 6. Das ergibt in der Läufertabelle: „– – L – – L – –“.
3. Bei der Aufstellung für Weiß ergibt das zusammen: „TSLDKLST“.

### Königstabelle
| 0   | D | S | S | T | K | T |
| 16  | S | D | S | T | K | T |
| 32  | S | S | D | T | K | T |
| 48  | S | S | T | D | K | T |
| 64  | S | S | T | K | D | T |
| 80  | S | S | T | K | T | D |
| 96  | D | S | T | S | K | T |
| 112 | S | D | T | S | K | T |
| 128 | S | T | D | S | K | T |
| 144 | S | T | S | D | K | T |
| 160 | S | T | S | K | D | T |
| 176 | S | T | S | K | T | D |
| 192 | D | S | T | K | S | T |
| 208 | S | D | T | K | S | T |
| 224 | S | T | D | K | S | T |
| 240 | S | T | K | D | S | T |
| 256 | S | T | K | S | D | T |
| 272 | S | T | K | S | T | D |
| 288 | D | S | T | K | T | S |
| 304 | S | D | T | K | T | S |

| 320 | S | T | D | K | T | S |
| 336 | S | T | K | D | T | S |
| 352 | S | T | K | T | D | S |
| 368 | S | T | K | T | S | D |
| 384 | D | T | S | S | K | T |
| 400 | T | D | S | S | K | T |
| 416 | T | S | D | S | K | T |
| 432 | T | S | S | D | K | T |
| 448 | T | S | S | K | D | T |
| 464 | T | S | S | K | T | D |
| 480 | D | T | S | K | S | T |
| 496 | T | D | S | K | S | T |
| 512 | T | S | D | K | S | T |
| 528 | T | S | K | D | S | T |
| 544 | T | S | K | S | D | T |
| 560 | T | S | K | S | T | D |
| 576 | D | T | S | K | T | S |
| 592 | T | D | S | K | T | S |
| 608 | T | S | D | K | T | S |
| 624 | T | S | K | D | T | S |

| 640 | T | S | K | T | D | S |
| 656 | T | S | K | T | S | D |
| 672 | D | T | K | S | S | T |
| 688 | T | D | K | S | S | T |
| 704 | T | K | D | S | S | T |
| 720 | T | K | S | D | S | T |
| 736 | T | K | S | S | D | T |
| 752 | T | K | S | S | T | D |
| 768 | D | T | K | S | T | S |
| 784 | T | D | K | S | T | S |
| 800 | T | K | D | S | T | S |
| 816 | T | K | S | D | T | S |
| 832 | T | K | S | T | D | S |
| 848 | T | K | S | T | S | D |
| 864 | D | T | K | T | S | S |
| 880 | T | D | K | T | S | S |
| 896 | T | K | D | T | S | S |
| 912 | T | K | T | D | S | S |
| 928 | T | K | T | S | D | S |
| 944 | T | K | T | S | S | D |

Zur Erklärung des Modus:
1. In den fünf Feldern für 2×Springer, 2×Turm und König (ohne die Dame) nehmen die Springer alle 10 möglichen Positionen ein in der Reihenfolge: 1-2, 1-3, 1-4, 1-5, 02-3, 2-4, 2-5, 03-4, 3-5, 04-5
Turm, König, Turm füllen in dieser Reihenfolge die restlichen drei Felder auf.
2. Für jede dieser zehn „Springerkombinationen“ wandert die Dame von der ersten bis zur sechsten Position durch.

- Das ergibt insgesamt 10 * 6 = 60 verschiedene Kombinationsmöglichkeiten für die sechs Figuren.
- Die sechste der „Springerkombinationen“ (mit Springern an Position 2-4 = „T-S-K-S-T“) kombiniert mit der Dame an dritter Position ergibt die klassische Schachaufstellung # 512 (noch ohne die Addition +6 aus der Läufertabelle)

### Läufertabelle
| Rest | Linien | Linien | Linien | Linien | Linien | Linien | Linien | Linien |
| Rest | a      | b      | c      | d      | e      | f      | g      | h      |
| ---- | ------ | ------ | ------ | ------ | ------ | ------ | ------ | ------ |
| 0    | L      | L      | –      | –      | –      | –      | –      | –      |
| 1    | L      | –      | –      | L      | –      | –      | –      | –      |
| 2    | L      | –      | –      | –      | –      | L      | –      | –      |
| 3    | L      | –      | –      | –      | –      | –      | –      | L      |
| 4    | –      | L      | L      | –      | –      | –      | –      | –      |
| 5    | –      | –      | L      | L      | –      | –      | –      | –      |
| 6    | –      | –      | L      | –      | –      | L      | –      | –      |
| 7    | –      | –      | L      | –      | –      | –      | –      | L      |
| 8    | –      | L      | –      | –      | L      | –      | –      | –      |
| 9    | –      | –      | –      | L      | L      | –      | –      | –      |
| 10   | –      | –      | –      | –      | L      | L      | –      | –      |
| 11   | –      | –      | –      | –      | L      | –      | –      | L      |
| 12   | –      | L      | –      | –      | –      | –      | L      | –      |
| 13   | –      | –      | –      | L      | –      | –      | L      | –      |
| 14   | –      | –      | –      | –      | –      | L      | L      | –      |
| 15   | –      | –      | –      | –      | –      | –      | L      | L      |

### Nummer zu gegebener Position
Die beiden Tabellen sind auch dazu geeignet, aus einer gegebenen Aufstellung die zugehörige Positionsnummer abzuleiten. Liegt beispielsweise die Sequenz „TLLKSSDT“ vor: 
1. so zerlegt man sie in die Läufer-Positionierung „– L L – – – – –“, für die man den Index 4 findet,
2. und in die Folge der übrigen Figuren „TKSSDT“, welcher die Zahl 736 zugeordnet ist.
3. Aus der Summe ergibt sich die Positionsnummer 740.